# Наследники (телесериал, 2018)
«Наследники» (англ. Succession) — американский сатирический комедийно-драматический телесериал, созданный Джесси Армстронгом и выходивший на канале HBO с 3 июня 2018 года по 28 мая 2023 года, в течение четырёх сезонов из 39 эпизодов. Сериал рассказывает о семье Рой, владельцах международного конгломерата СМИ и развлечений «Уэйстар Ройко», которые борются за контроль над компанией на фоне ухудшения здоровья патриарха семьи Логана Роя (Брайан Кокс).
Джереми Стронг, Киран Калкин и Сара Снук исполняют роли Кендалла, Романа и Шивон («Шив»), соответственно — детей Логана, работающих в компании. Мэттью Макфэдьен исполняет роль Тома Вамсгенса, мужа Шив и одного из руководителей «Уэйстар»; Николас Браун — роль Грега Хирша, внучатого племянника Логана, также работающего в компании; Алан Рак — роль Коннора, старшего сына Логана от первого брака; Хиам Аббасс — роль Марши Рой, третьей и нынешней жены Логана. Питер Фридман, Натали Голд и Роб Ян также входят в основной актёрский состав; в свою очередь, Дагмара Доминчик, Ариан Моайед, Дж. Смит-Кэмерон, Жюстин Люпе, Дэвид Раш, Фишер Стивенс и Александр Скарсгард исполняли роли второго плана, прежде чем попасть в основной состав.
«Наследники» получили широкое признание критиков на протяжении всех сезонов за сценарий, актёрскую игру, музыку, режиссуру, постановку и изучение темы; многие критики назвали его одним из лучших телесериалов всех времён. Сериал получил множество наград и номинаций, в том числе премию Британской академии телевидения за лучшую международную программу, три премии «Золотой глобус» за лучший драматический телесериал, а также премию «Эмми» за лучший драматический сериал в 2020, 2022 и 2023 годах. Актёрские работы Брайана Кокса, Джереми Стронга и Кирана Калкина были отмечены премией «Золотой глобус» за лучшую мужскую роль в драматическом сериале; работа Мэттью Макфэдьена «Золотым глобусом» за лучшую мужскую роль второго плана в телесериале, а Сара Снук была удостоена двух премий «Золотой глобус», в том числе за лучшую женскую роль в драматическом сериале. Стронг, Макфэдьен, Калкин и Снук получили премии «Эмми» за свои актерские работы; создатель сериала Джесси Армстронг одержал четыре победы на этой же премии за лучший сценарий для драматического сериала. В 2023 году сериал стал лидером по количеству номинаций на премию «Эмми», получив 27 номинаций, и одержал победу в 6 основных категориях. Впервые в категории «Лучший актёр в драматическом сериале» было представлено сразу три артиста из одного шоу (Кокс, Калкин и Стронг). Всего за четыре сезона «Наследники» получили 75 номинаций на премию «Эмми», включая 19 побед.

## Сюжет
Сериал «Наследники» рассказывает о семье Рой, владельцах медиаконгломерата «Уэйстар Ройко». У патриарха семьи Логана Роя стремительно ухудшается состояние здоровья. Четверо его детей — старший сын Коннор, жаждущий власти Кендалл, дерзкий Роман и увлекающаяся политикой Шив — начинают готовиться к будущему без отца, и каждый из них ведёт борьбу за доминирующее положение в компании.

## В ролях

### Основной состав
- Хиам Аббасс — Марша Рой (сезоны 1—2; второстепенный состав в 3-м сезоне), третья и нынешняя жена Логана Роя. Родилась и выросла в Бейруте, часто враждует с детьми Логана, доверие которых ей ещё предстоит заслужить. У неё есть сын Амир от первого брака и дочь от предыдущего брака.
- Николас Браун — Грег Хирш, бестолковый, но беспринципный внук брата Логана Роя Юэна. Грег не знает о трудностях, которые ему предстоит преодолеть, чтобы примкнуть к Логану. В поисках своего места в «Уэйстар Ройко» и в семье он становится подчинённым Тома Вамсгенса.
- Брайан Кокс — Логан Рой, миллиардер, уроженец Данди, Шотландия, основатель конгломерата СМИ и развлечений «Уэйстар Ройко». Он — властный лидер, для которого главное — это его компания, а не четверо его детей: Коннор (от первого брака), Кендалл, Роман и Шивон (от второго брака). Логан женат на Марше, третьей жене.
- Киран Калкин — Роман Рой, единокровный брат Коннора и средний ребёнок от второго брака Логана Роя. Роман незрелый, не воспринимает обязанности всерьёз и часто демонстрирует отсутствие здравого смысла, которого требует от него отец. Он постоянно враждует со своим старшим братом Кендаллом и иногда с сестрой Шив, с которыми он соперничает за власть и внимание отца.
- Питер Фридман — Фрэнк Вернон, операционный директор, а затем вице-председатель «Уэйстар Ройко» и давнее доверенное лицо Логана Роя. Фрэнк — член старой гвардии Логана, на которого Кендалл часто полагается, чтобы вернуть расположение Логана. Он является наставником и крёстным отцом Кендалла, в свою очередь Роман его недолюбливает.
- Натали Голд — Рава Рой (сезон 1; второстепенный состав в 3-м сезоне), бывшая жена Кендалла и мать его двоих детей.
- Мэттью Макфэдьен — Том Вамсгенс, жених Шив, а затем её муж. Один из руководителей «Уэйстар Ройко», которого повысили с должности главы подразделения парков развлечений и круизов до руководителя ATN, международного новостного канала компании. Он наслаждается своей близостью к семье Рой, но не входит во внутренний круг семьи. Он заискивает перед теми, кто более влиятелен, чем он, но издевается над своим незадачливым подчинённым Грегом Хиршем.
- Алан Рак — Коннор Рой, единственный ребёнок от первого брака Логана Роя. Он отрешён от корпоративных дел и подчиняется мнению своих единокровных братьев и сестры по большинству вопросов, связанных с фирмой. Коннор живёт на ранчо в Нью-Мексико со своей молодой девушкой Уиллой. Он склонен к мании величия и во втором сезоне заявляет о намерении баллотироваться на пост президента Соединённых Штатов, ссылаясь на свой интерес к политике с юных лет.
- Сара Снук — Шивон «Шив» Рой, младший ребёнок и единственная дочь Логана Роя. Будучи консультантом левых политиков, она некоторое время работала на кандидата в президенты Гила Ивиса, чьи политические взгляды расходятся с «Уэйстар Ройко». В конце концов она уходит из политики, чтобы сосредоточиться на построении карьеры в «Уэйстар Ройко». Она обручается с Томом Вамсгенсом, а затем выходит за него замуж, но их отношения постепенно ухудшаются.
- Джереми Стронг — Кендалл Рой[англ.], единокровный брат Коннора и старший ребёнок от второго брака Логана Роя. Будучи наследником Логана, Кендалл пытается доказать отцу свою значимость, несмотря на наркотическую зависимость и провалы крупных сделок. Он старается поддерживать хорошие отношения со своими братьями и сестрой, бывшей женой Равой и их детьми.
- Роб Ян — Лоренс И (сезоны 1—2), основатель медиа-сайта «Волтер», который приобрела «Уэйстар Ройко». Лоренс с презрением относится к «Уэйстар» и особенно к Кендаллу, с которым постоянно враждует.
- Дагмара Доминчик — Каролина Новотни (сезоны 2—3; второстепенный состав в 1-м сезоне), руководитель PR-отдела «Уэйстар Ройко» и член юридической группы компании.
- Ариан Моайед — Стьюи Хоссейни (2 сезон; второстепенный состав в 1-м и 3-м сезонах), друг Кендалла по школе Бакли и Гарварду, который сейчас является частным инвестором и занимает место в совете директоров «Уэйстар Ройко». Он тайно сотрудничает с конкурентом Логана Сэнди Фернессом.
- Дж. Смит-Кэмерон — Джерри Киллман (сезоны 2—4; второстепенный состав в 1-м сезоне), главный юрисконсульт «Уэйстар Ройко», которая также является крёстной матерью Шив и наставником Романа.
- Жюстин Люпе — Уилла Феррейра (сезон 3; второстепенный состав в 1-м и 2-м сезонах), молодая подружка Коннора Роя, бывшая девушка по вызову и начинающий драматург.
- Дэвид Раш — Карл Мюллер (сезоны 3—4; второстепенный состав в 1-м и 2-м сезонах), финансовый директор «Уэйстар Ройко» и член юридической группы компании.
- Фишер Стивенс — Хьюго Бейкер (сезоны 3—4; второстепенный состав во 2-м сезоне), старший руководитель по связям с общественностью подразделения «Парки и круизы», отвечающий за скандал с круизными линиями «Брайтстар».
- Александр Скарсгард — Лукас Мэтссон (сезон 4, второстепенный состав во 3-м сезоне), шведский основатель и генеральный директор стриминговой платформы «Годждо», который пытается приобрести «Уэйстар Ройко».

### Второстепенный состав и приглашённые актёры
- Мэри Бёрдсонг[англ.] — Мэриэнн Рой Хирш (сезон 1), мать Грега.
- Молли Григгс — Грейс (сезон 1), девушка Романа. У неё есть дочь Исла от предыдущих отношений. Она и Роман расстались в середине сезона.
- Джуди Рейес — Ева (сезон 1), исполнительный продюсер ATN, основного новостного канала «Уэйстар».
- Ларри Пайн[англ.] — Сэнди Фёрнесс (сезоны 1—3), владелец конкурирующего медиа-конгломерата и давний враг Логана. Он является партнёром Стьюи и поддерживает его фонд прямых инвестиций Maesbury Capital.
- Брок Юрих — Брекс (сезон 1), личный тренер Романа.
- Эшли Цукерман — Нейт Софрелли (сезоны 1—3), политический стратег. Бывший любовник Шив, который убеждает её работать над президентской кампанией Ивиса и возобновляет их отношения.
- Марк Блам — Билл Локхарт (сезоны 1—3), ушедший на пенсию глава подразделения парков развлечений «Уэйстар», который десятилетиями скрывал преступления (в том числе случаи сексуального насилия), совершённые на круизных линиях компании.
- Анника Борас — Анна Ньюман (сезон 1), телеведущая на канале ATN. Ева заставляет её пойти в качестве девушки Кендалла на ежегодное семейное мероприятие Роев — Нью-йоркский благотворительный бал.
- Эйса Дэвис — Джойс Миллер (сезон 1), бывший генеральный прокурор Нью-Йорка, избранная в Сенат США. Первоначально Шив является её политическим стратегом, а скандал с фотографией голой задницы мужа Джойс приводит к росту напряжённости между Шив и её семьёй.
- Джеймс Кромвелл — Юэн Рой (сезоны 1—3), старший брат Логана и дедушка Грега. Он проживает в Канаде. Юэн презирает Логана и его бизнес-империю, но не намерен активно выступать против брата.
- Дэвид Патрик Келли — Пол Чемберс (сезон 1), член правления «Уэйстар», который голосует против вотума недоверия Логану.
- Эрик Богосян — Гил Ивис (сезоны 1—2), кандидат в президенты США от Демократической партии США и сенатор США от Пенсильвании. Он открыто выступает против попытки «Уэйстар» скупить местные новостные телеканалы и из-за этого становится объектом нападок принадлежащего «Уэйстар» новостного канала ATN.
- Гриффин Данн — доктор Алон Парфит (сезон 1), корпоративный психотерапевт, нанятый для работы с семьёй Рой, когда Логан пытается реабилитировать их общественный имидж.
- Лорен Паттен — Анжела (сезон 1), торговец картинами, в деятельность которой собирался инвестировать Кендалл обращается как к клиенту. Она отклонила его предложения, не желая ассоциироваться с семьёй Рой.
- Кэйтлин Фицджеральд — Табита (сезоны 1—2), подруга Романа. Ранее имела сексуальный контакт с Томом на его холостяцкой вечеринке, а также была связана с Наоми Пирс.
- Гарриет Уолтер — леди Кэролайн Коллингвуд (сезоны 1—3), вторая жена Логана Роя, мать Кендалла, Шив и Романа, а также акционер «Уэйстар».
- Джек Гилпин и Кристин Гриффит — мистер и миссис Вамсгенс (сезон 1), родители Тома.
- Дэнни Хьюстон — Джейми Лэйрд (сезон 2), банкир и финансист подразделений «Уэйстар». Он консультирует Логана во время борьбы со Стьюи и Сэнди, а также во время попытки приобретения конкурирующего новостного гиганта Pierce Global Media (PGM).
- Скотт Николсон — Колин Стайлз (сезоны 2—3; эпизодические появления в 1-м сезоне), телохранитель Логана.
- Джинни Берлин — Сид Пич (сезоны 2—3), глава новостного телеканала ATN. Она вступает в конфликт с Томом после его повышения.
- Джессика Хект — Мишель Пэнсил (сезон 2), писательница, работающая над биографией Логана.
- Саамер Усмани — Крис (сезон 2), актёр из пьесы Уиллы, с которым проводит ночь Шив в отсутствие Тома.
- Холли Хантер — Рэя Джаррелл (сезон 2), генеральный директор Pierce Global Media (PGM).
- Зак Черри — Брайан (сезон 2), участник программы стажировки менеджеров Уэйстар, который становится напарником Романа.
- Зак Робидас[англ.] — Марк Рэйвенхед (сезоны 2—3), ведущий телеканала ATN и предполагаемый неонацист.
- Черри Джонс — Нэн Пирс (сезон 2), глава семьи Пирсов и мажоритарный акционер PGM.
- Аннабель Декстер-Джонс — Наоми Пирс (сезоны 2—3), двоюродная сестра Нэн и член семьи Пирсов. Волонтёр в центре лечения наркомания, которая сама проходит там реабилитацию.
- Джереми Шеймос[англ.] — Марк Пирс (сезон 2), член семьи Пирсов, который имеет две докторские степени.
- Марк Линн-Бейкер[англ.] — Максим Пирс (сезон 2), член семьи Пирсов, который работает консультантом в Брукингском институте и насмехается над президентскими амбициями Коннора.
- Макс Гордон Мур — Питер Пирс (сезон 2), член семьи Пирсов, любитель книг.
- Кристина Рунер — Марни Пирс (сезон 2), член семьи Пирсов, которая во время обеда ставит в неловкое положение Тома и Романа.
- Бабак Тафти — Эдуард Асгаров (2 сезон), азербайджанский миллиардер, с которым сходится Роман из-за его денег и связей с национальным благосостоянием Азербайджана.
- Синди Леммон — Дженнифер (сезон 2), актриса в пьесе Уиллы, которая недолгое время встречается с Кендаллом и посещает приём в Данди.
- Энтони Аркин — Джеймс Вайссел (сезон 2), бывший бухгалтер «Уэйстар», информатор по делу о сексуальных домогательствах на круизных линиях Brightstar.
- Салли Мёрфи — Кира Мейсон (сезон 2), жертва сексуальных домогательств и злоупотреблений в круизном подразделении «Уэйстар», где она раньше работала менеджером по развлечениям.
- Виктор Слезак — сенатор Эд Робертс (сезон 2), конгрессмен-республиканец, присутствующий на слушаниях в Сенате по обвинениям «Уэйстар» в сексуальных домогательствах.
- Дебби Тёрнер Белл — Сьюзан Варди (сезон 2), журналистка, которая берёт интервью у Джеймса Вайссела о круизном скандале.
- Ангус Райт — Филипп Лейтон (сезон 2), авторитетный акционер «Уэйстар», который советует Логану уйти из компании на фоне скандала с круизной компанией.
- Сэна Латан — Лиза Артур (сезон 3), известный нью-йоркский адвокат, которая берёт Кендалла в качестве клиента. Подруга Шив.
- Линда Эмонд — Мишель-Энн Вандерховен (сезон 3), высокопоставленная сотрудница Белого дома, давний друг и доверенное лицо Логана. Она часто выступает в качестве посредника между Логаном и президентом, который никогда не появляется на экране, и известен под насмешливым прозвищем «Изюм», которое используют Рои.
- Джулиана Кэнфилд — Джесс Джордан (сезон 3; эпизодические появления в сезонах 1—2), ассистентка Кендалла.
- Чжихэ — Берри Шнайдер (сезон 3), ведущий консультант по связям с общественностью, нанятая Кендаллом.
- Даша Некрасова — Комфри Пеллитс (сезон 3), кризисный пиарщик, работающая помощницей Берри.
- Хоуп Дэвис — Сэнди Фернесс (сезон 3), дочь Сэнди, которая поддерживает Стьюи в битве за право владения «Уэйстар». Она в основном ведёт переговоры от имени своего больного отца.
- Питер Ригерт — Роджер Пью (сезон 3), антикапиталист и адвокат Юэна, которого Юэн просит представлять интересы Грега.
- Зои Уинтерс — Керри Кастеллабате (сезон 3, эпизодические появления во 2-м сезоне), секретарша и любовница Логана.
- Зиве Фумудо — Софи Ивоби (сезон 3), комик и ведущая «Разрушения», ночного ток-шоу, которое высмеивает Кендалла.
- Эдриен Броуди — Джош Ааронсон (сезон 3), миллиардер, акционер-активист, которому принадлежат 4 % акций «Уэйстар». Он организует встречу Кендалла и Логана на своём частном острове, чтобы определить, можно ли примирить враждующие стороны.
- Квентин Моралес — Айверсон Рой (сезон 3, эпизодические появления в 1 и 2-м сезонах), сын Кендалла, страдающий аутизмом.
- Свайам Бхатия — Софи Рой (сезон 3, эпизодические появления в 1 и 2-м сезонах), приёмная дочь Кендалла.
- Джастин Кирк — Джерид Менкен (сезон 3), ультра-правый конгрессмен, которого Рой поддерживает для выдвижения в президенты США.
- Рид Бирни — Дэйв Бойер (сезон 3), действующий вице-президент США, который ищет у Логана политической поддержки для своей президентской кампании.
- Стивен Рут — Рон Петкус (сезон 3), консервативный политический спонсор, который организует Саммит свободы будущего в Виргинии.
- Юл Васкес — Рик Сальгадо (сезон 3), конгрессмен-республиканец, надеющийся вернуть партию к традиционному консерватизму.
- Пегги Дж. Скотт — Джин
- Джейк Чой — Татсуя
- Дариус Хомаюн Амир

## Эпизоды
| Сезон | Сезон | Эпизоды | Дата показа     | Дата показа     |
| Сезон | Сезон | Эпизоды | Премьера сезона | Финал сезона    |
| ----- | ----- | ------- | --------------- | --------------- |
|       | 1     | 10      | 3 июня 2018     | 5 августа 2018  |
|       | 2     | 10      | 11 августа 2019 | 13 октября 2019 |
|       | 3     | 9       | 17 октября 2021 | 12 декабря 2021 |
|       | 4     | 10      | 26 марта 2023   | 28 мая 2023     |

### Сезон 1 (2018)
| № общий | № в сезоне | Название                                                    | Режиссёр         | Автор сценария        | Дата премьеры  | Зрители в США (млн) |
| --- | ---------- | ----------------------------------------------------------- | ---------------- | --------------------- | -------------- | ------------------- |
| 1 | 1          | «Торжество» «Celebration»                                   | Адам Маккей      | Джесси Армстронг      | 3 июня 2018    | 0,582               |
| Члены семьи Рой готовятся к празднованию 80-летия Логана Роя, генерального директора семейного медиаконгломерата «Уэйстар Ройко». Второй по старшинству сын Логана Кендалл считает себя наследником компании после ухода отца на пенсию, но Логан шокирует семью на праздновании своего дня рождения, объявив, что не собирается уходить с поста гендиректора. Он демонстрирует детям документы, дающие его третьей жене Марше два голоса в трастовом фонде, который определит его преёмника после его смерти. Логан также соглашается предоставить новую должность своему внучатому племяннику Грегу Хиршу, который потерял работу в одном из тематических парков «Уэйстар». После традиционной семейной игры в софтбол Логан неожиданно увольняет многолетнего исполнительного директора «Уэйстар» Фрэнка Вернона. Кендалл спешно покидает игру, чтобы заключить сделку по приобретению медиа-стартапа «Волтер». Во время возвращения на вертолёте в Нью-Йорк Логан и его дети Роман, Шив и Коннор спорят об условиях соглашения, но внезапно Логан теряет сознание из-за инсульта, и его доставляют в больницу в критическом состоянии. Кендалл узнаёт новость о случившемся с Логаном от Лоренса Йи, генерального директора «Волтера», сразу после заключения сделки и спешит в больницу.                           |            |                                                             |                  |                       |                |                     |
| 2 | 2          | «Полилось дерьмо по трубам» «Shit Show at the Fuck Factory» | Марк Майлод      | Тони Рош              | 10 июня 2018   | 0,491               |
| Дети Роя расходятся во мнениях относительно того, кто должен взять на себя управление «Уэйстар» после утраты Логаном дееспособности: Роман и Коннор хотят подписать бумаги об изменениях в составе трастового фонда в соответствии с желанием их отца, Кендалл уверен, что он должен стать генеральным директором, а Шив и Роман выступают категорически против, считая Кендалла неудачником и недоумком. Марша посылает Грега привезти вещи Логана из его квартиры. Роман также просит Грега принести документы об изменении условий траста, но Шив даёт противоположный приказ; в итоге Грег притворяется, что не смог найти бумаги. Бойфренд Шив Том Вамсгенс делает ей предложение в больнице, и она соглашается. В итоге принимается решение, что Кендалл станет исполняющим обязанности генерального директора «Уэйстар», а Роман — исполнительным директором. Главный юрисконсульт «Уэйстар» Джерри Келлман сообщает Кендаллу, что у Логана огромный долг в 3 миллиарда долларов, возникший из-за расширения сети парков развлечений. Логан приходит в себя на больничной койке. |            |                                                             |                  |                       |                |                     |
| 3 | 3          | «Спасательные шлюпки» «Lifeboats»                           | Марк Майлод      | Джонатан Глатцер      | 17 июня 2018   | 0,605               |
| Кендалл узнаёт, что один из кредиторов холдинговой компании «Уэйстар» имеет право потребовать полного погашения долга Логана в размере 3 млрд долларов, если акции «Уэйстар» упадут ниже 130 пунктов. После неудачной попытки договориться с банком Кендалл прибегает к помощи Стьюи Хоссейни, своего друга по колледжу, который теперь является частным инвестором. Стьюи соглашается влить в «Уэйстар» 4 млрд долларов в обмен на акции и место в совете директоров компании. Позже Грег видит в парке, как Стьюи встречается с Сэнди Фернессом, врагом Логана, который хочет захватить контроль над «Уэйстар». Кендалл пытается восстановить семейные отношения со своей женой Равой, но после ночи, проведённой вместе, она заявляет, что уже наняла адвоката по разводам. Шив просит Нейта Софрелли, своего коллегу и бывшего бойфренда, навести справки о Марше. Кендалл навещает выздоравливающего Логана, чтобы сообщить ему, что акции «Уэйстар» рухнули ниже 130, но благодаря его стараниям был привлечён частный инвестор, что позволило избежать ещё большего финансового спада. Логан не одобряет действия сына, называя его идиотом. |            |                                                             |                  |                       |                |                     |
| 4 | 4          | «Ловушка для неудачников» «Sad Sack Wasp Trap»              | Адам Аркин       | Анна Джордан          | 24 июня 2018   | 0,543               |
| Рои готовятся к ежегодному благотворительному балу в честь основания компании. Фрэнка вновь принимают на работу, чтобы он стал наставником Романа на посту исполнительного директора. Приступив к своей новой должности руководителя подразделения парков и круизов «Уэйстар», Том получает от своего предшественника Билла Локхарта секретные документы о массовом сокрытии преступлений, совершённых на круизных линиях, включая сексуальное насилие и убийства. В панике он сообщает эту информацию Грегу. На благотворительном вечере Коннор замечает на телесуфлёре текст речи Кендалла и ошибочно предполагает, что Кендалл планирует объявить об отставке Логана. Он сообщает об этом Логану, который решает выступить вместо Кендалла и объявляет, что возвращается к исполнению обязанностей генерального директора. Том планирует созвать пресс-конференцию и предать огласке скандал с круизами, но Джерри советует не делать этого. Том гневно обвиняет Грега в том, что он слил Джерри информацию о скандале, но Грег это отрицает. Однако позже Джерри наедине благодарит Грега за предоставленные сведения. |            |                                                             |                  |                       |                |                     |
| 5 | 5          | «Я пошёл на рынок» «I Went to Market»                       | Адам Аркин       | Джорджия Притчетт     | 1 июля 2018    | 0,583               |
| Марша приглашает старшего брата Логана Юэна на празднование Дня благодарения, и Грег отправляется за ним в Канаду. Логан хочет приобрести местный новостной телеканал вопреки советам своих детей и адвоката. Кендалл замышляет организовать вотум недоверия своему отцу на фоне его нестабильного поведения. Том отправляет Грега уничтожить документы компании, относящиеся к скандалу с круизами, но Грег тайно делает копии. Во время ужина между Логаном и Юэном вспыхивает спор о ценностях компании и семьи, и разгневанный Юэн уходит, предупреждая Грега не доверять Роям. Кендалл догоняет Юэна, который входит в совет директоров «Уэйстар», и предлагает выразить недоверие Логану, но Юэн отказывается вступать в сговор против собственного брата. Праздничный ужин заканчивается после того, как Логан во время игры ударяет сына Кендалла Айверсона. Поведение Логана убеждает Джерри поддержать Кендалла при выражении вотума недоверия. |            |                                                             |                  |                       |                |                     |
| 6 | 6          | «На чьей ты стороне?» «Which Side Are You On?»              | Андрий Парекх    | Сьюзан Сун Хе Стэнтон | 8 июля 2018    | 0,673               |
| Кендалл, Роман, Фрэнк и Джерри объединяют усилия, чтобы собрать большинство голосов в пользу смещения Логана с поста генерального директора. Роману удаётся склонить на свою сторону Лоренса. Логан отправляется в Вашингтон на встречу с президентом США, но в последний момент встречу отменяется из-за угрозы теракта. Юэн советует Грегу не занимать определённую сторону по поводу вотума недоверии, а Грег рассказывает Тому о том, что ему известно о голосовании. В день голосования Кендалл летит на Лонг-Айленд, чтобы навестить Илону — члена совета директоров, которая болеет раком, и убедить её проголосовать против Логана. Кендалл не может вернуться на вертолёте в Манхэттен, так как полёты запрещены из-за террористической угрозы. В результате он не успевает на голосование, застряв в пробке, и Фрэнк начинает голосование без него. Разъярённый Логан отказывается покинуть помещение во время голосования, вместо этого он запугивает Романа, чтобы тот встал на его сторону, и увольняет тех членов совета директоров, кто проголосовал против, включая Кендалла и Фрэнка. |            |                                                             |                  |                       |                |                     |
| 7 | 7          | «Аустерлиц» «Austerlitz»                                    | Мигель Артета    | Люси Преббл           | 15 июля 2018   | 0,626               |
| Кендалл разрывает отношения со своей семьёй и подаёт в суд на Логана из-за его увольнения из «Уэйстар». Газеты публикуют статьи о том, что Кендалл, будучи наркоманом в завязке, снова употребляет наркотики. Логан пытается исправить свою общественную репутацию, проведя на выходных сеансы семейной терапии в Аустерлице — ранчо Коннора в Нью-Мексико, куда не собирается приезжать Кендалл. После неудачной первой сессии Шив отправляется на встречу с сенатором Гилом Ивисом, либеральным кандидатом в президенты США и противником Логана, после чего соглашается работать вместе с Нейтом над предвыборной кампанией Гила. В конце концов Кендалл приезжает в Нью-Мексико, где присоединяется к компании местных жителей, которые употребляют кокаин и метамфетамин. Роман привозит его на ранчо, где между Логаном и остальными членами семьи вспыхивает ссора. Логан оскорбляет Тома и ругает Шив за встречу с Гилом, из-за чего она уходит в слезах. Он также признаётся в том, что слил прессе информацию об употреблении Кендаллом наркотиков. Ссора едва не переходит в драку, когда Кендалл упоминает о том, как в детстве Логан подвергался насилию со стороны своего дяди. На следующее утро Логан плавает в бассейне; у него заметны шрамы на спине, свидетельствующими о жестоком обращении с ним. |            |                                                             |                  |                       |                |                     |
| 8 | 8          | «Прага» «Prague»                                            | Эс Джей Кларксон | Джон Браун            | 22 июля 2018   | 0,637               |
| Роману поручено организовать мальчишник Тома. Изначально Роман хочет провести его в Праге, но Стьюи приглашает его на секретную подпольную вечеринку, которая проходит на заброшенной железнодорожной станции Нью-Йорка, где встречаются влиятельные бизнесмены и представители СМИ. Логан поручает Грегу присмотреть за Кендаллом с учётом того, что он вновь вернулся к наркотикам. Тома поначалу привлекает безумная, сексуальная атмосфера вечеринки, но он начинает сомневаться в своих отношениях с Шив, не зная о её продолжающемся романе с Нейтом. В конце концов Роман склоняет его к сексу с женщиной на вечеринке. Шив встречается с Логаном за ужином, где тот намекает, что знает о её романе. Шив, восприняв это как завуалированную угрозу, отказывается прекратить работу на Гила. Позже Марша звонит Шив и сообщает, что Логан не будет присутствовать на свадьбе Шив и Тома. На вечеринке Кендалл встречается со Стьюи и Сэнди Фернессом, которые хотят выкупить его долю в «Уэйстар» за полмиллиарда долларов. Мстительный Кендалл вместо этого предлагает враждебное поглощение, в результате которого они получат контрольный пакет акций компании и назначат его генеральным директором. |            |                                                             |                  |                       |                |                     |
| 9 | 9          | «Репетиция свадьбы» «Pre-Nuptial»                           | Марк Майлод      | Джесси Армстронг      | 29 июля 2018   | 0,558               |
| Рои собираются в английском замке, готовясь к свадьбе Шив и Тома. Шив уверена, что Логан не приедет, но Логан решает присутствовать, чтобы не произвести неприятного впечатления своим отсутствием. Кендалл, Роман и Шив воссоединяются со своей матерью Кэролайн, второй женой Логана. К удивлению Тома Роман теперь встречается с Табитой, женщиной, с которой Том ранее имел сексуальный контакт на своём мальчишнике. Нейт знакомится с Томом и рассказывает ему о своих отношениях с Шив, но когда Том спрашивает Шив о её неверности, она отрицает измену и вместо этого просит рассказать подробности скандала с круизными линиями, надеясь использовать их в качестве политического патрона для Гила. Позже Грег видит Шив и Нейта вместе, но когда на следующее утро он пытается поделится с Томом своими подозрениями, Том нападает на него. Шив заявляет Джерри, что скандал с круизами останется в тайне до тех пор, пока ATN — праволиберальный новостной телеканал, принадлежащий «Уэйстар», — не прекратит клеветать на Гила из-за самоубийства его жены. На этих условиях Гил и Логан соглашаются на перемирие. Стьюи и Сэнди сообщают Кендаллу, что захват «Уэйстар» перенесён на день свадьбы Шив, так как у них будет больше рычагов влияния на Логана, пока он находится за пределами США.          |            |                                                             |                  |                       |                |                     |
| 10 | 10         | «Ничего не случилось» «Nobody Is Ever Missing»              | Марк Майлод      | Джесси Армстронг      | 5 августа 2018 | 0,730               |
| Кендалл подаёт Логану запланированное предложение о враждебном поглощении. Разъярённый Логан прогоняет его, но сразу после этого начинает пытаться выкрутиться из ситуации с помощью адвокатов. Во время свадебного приёма Логан собирает своих детей и рассказывает им о планах Кендалла по поглощению компании, что приводит их в ярость. Шив признаётся Тому в своей неверности и говорит, что ей не подходят моногамные отношения. Том прощает её, но позже заставляет Нейта покинуть свадьбу. Во время поисков кокаина Кендалл сталкивается с Грегом, который рассказывает, что сохранил копии документов о круизах в качестве рычага давления для получения лучшей должности в компании. За пределами замка Кендалл принимает наркотики вместе с Эндрю Доддсом, молодым официантом, которого уволил Логан, и они отправляются на машине за кокаином. Чтобы избежать столкновения с оленем, Эндрю перехватывает руль у Кендалла, и машина падает в воду. Не сумев спасти Доддса, Кендалл покидает место происшествия и возвращается на свадьбу в шоковом состоянии. На следующее утро полиция проводит расследование, и Логан говорит Кендаллу, что он закроет дело, если Кендалл откажется от поглощения и пройдёт курс реабилитации. Кендалл соглашается и плачет в объятиях отца.                               |            |                                                             |                  |                       |                |                     |

### Сезон 2 (2019)
| № общий | № в сезоне | Название                                  | Режиссёр                              | Автор сценария        | Дата премьеры    | Зрители в США (млн) |
| --- | ---------- | ----------------------------------------- | ------------------------------------- | --------------------- | ---------------- | ------------------- |
| 11 | 1          | «Летний дворец» «The Summer Palace»       | Марк Майлод                           | Джесси Армстронг      | 11 августа 2019  | 0,612               |
| Через 48 часов после свадьбы Шив и Тома Кендалл выходит из реабилитационного центра в Исландии, чтобы сделать публичное заявление о своём решении отказаться от участия в процессе враждебного поглощения. Финансовый советник Логана Джейми Лэрд предлагает ему продать компанию и назвать своего преемника. Несмотря на посещение реабилитационного центра, Кендалл продолжает потакать своей кокаиновой зависимости и заставляет Грега покупать для него наркотики. Рои собираются на обед в летнем доме семьи в Хэмптонсе. Логан не может добиться от своих детей честного мнения о том, стоит ли ему продавать компанию; он просит каждого из своих детей по отдельности встретиться с ним в его офисе и предлагает Шив роль генерального директора во время их встречи. Шив с нетерпением ждёт этой возможности, но не сообщает о новости Тому, информируя лишь, что его назначили председателем глобального вещания ATN. Тем же вечером Логан отправляет Кендалла на встречу со Стьюи и Сэнди, которые отказываются прийти к компромиссу. Кендалл обещает им, что они проиграют битву за «Уэйстар». |            |                                           |                                       |                       |                  |                     |
| 12 | 2          | «Волтер» «Vaulter»                        | Андрий Парекх                         | Джон Браун            | 18 августа 2019  | 0,603               |
| Гил назначает Шив начальником штаба своей президентской кампании. Коннор и Уилла возвращаются в Нью-Йорк, и Коннор готовится объявить о выдвижении своей кандидатуры на пост президента. Логан заявляет Шив, что ей потребуется три года, чтобы полностью освоиться с ролью генерального директора. Том поручает Грегу повысить эффективность работы ATN несмотря на нежелание Грега работать на сеть. Логан поручает Кендаллу и Роману проанализировать работу «Волтер»; Кендалл хочет сохранить компанию, но Роман сообщает Логану, что этот бизнес терпит крах, а сотрудники хотят объединиться в профсоюз. Логан принимает сторону Романа и приказывает Кендаллу закрыть «Волтер». Шив рассказывает Тому, что Логан предложил ей роль генерального директора, что ставит под угрозу надежды Тома возглавить компанию. Позже Шив сообщает Гилу о выходе из предвыборной кампании. Кендалл увольняет всех сотрудников «Волтер», заявив Лоренсу, что делает это по приказу отца. |            |                                           |                                       |                       |                  |                     |
| 13 | 3          | «Охота» «Hunting»                         | Андрий Парекх                         | Тони Рош              | 25 августа 2019  | 0,607               |
| Вопреки советам своих коллег и семьи Логан планирует приобрести у семьи Пирсов конкурирующую медиакорпорацию Pierce Global Media (PGM) и вновь принимает на работу Фрэнка из-за его дружбы с главой совета директоров PGM. Семья отправляется на охоту в Венгрию. По дороге Логан приходит в ярость, узнав, что кто-то раскрыл личную информацию о нём писательнице Мишель Пэнтсил, которая работает над созданием неавторизованной биографии Логана. Во время охоты Грег признаётся Тому, что встречался с Пэнтсил, и просит его сохранить это в тайне. Коннор объявляет о выдвижении своей кандидатуры на пост президента, делая в своей предвыборной кампании упор на критику системы налогообложения. Пока Тома нет дома, Шив занимается сексом со случайным знакомым. Во время ужина Логан узнаёт, что PGM уже в курсе его планов, и подвергает Грега, Тома и Карла жестоким издевательствам в игре под названием «Кабана на пол», чтобы выяснить источник утечки. Кендалл забирает телефон у Романа и, выяснив, что это именно Роман тайком общался с PGM, унижает его перед семьёй и высшим руководством. Кендалл отмечает, что никто из присутствующих не поддерживает план Логана по приобретению PGM, но Логан настаивает на его реализации. На следующее утро Логан узнаёт, что Мо, недавно умерший член совета директоров, разговаривал с Пэнтсил, тем самым Грег оказывается вне подозрений. Фрэнк сообщает Логану, что генеральный директор PGM заинтересован во встрече. Логан говорит Шив, что пришло время начать работать в компании. |            |                                           |                                       |                       |                  |                     |
| 14 | 4          | «Убежище» «Safe Room»                     | Шари Спрингер Берман и Роберт Пулчини | Джорджия Притчетт     | 1 сентября 2019  | 0,577               |
| Логан и Кендалл встречаются с Реей Джаррелл, генеральным директором PGM, которая сообщает, что семья Пирс не заинтересована в продаже своей компании. Том беседует с ведущим ATN Марком Рэйвенхедом, предполагаемым сторонником нацистов, но их встречу прерывает звук выстрела. Находящихся в здании сотрудников переводят в убежища; Кендалл и Логан предлагают Рее 24 миллиарда долларов за PGM. Рея соглашается представить предложение Логана семье Пирсов при условии, что Рэйвенхед будет уволен из ATN. Выясняется источник выстрела: сотрудник ATN покончил жизнь самоубийством в своём офисе. Грег признаётся Тому, что сохранил копии документов о круизах, и с помощью шантажа добивается повышения. Коннор и Уилла посещают похороны Мо (настоящее имя которого — Лестер МакКлинток), рассчитывая найти спонсоров для президентской кампании Коннора. Присутствующая там Пэнтсил оказывает давление на Коннора, расспрашивая о его отношениях с Лестером, известным сексуальным хищником. Уилла помогает переписать надгробную речь Коннора общими фразами, чтобы помешать попыткам Пэнсил подставить его. Роман, следуя совету Джерри о том, как заслужить уважение отца, поступает на программу подготовки менеджеров «Уэйстар». Позже он испытывает сексуальное возбуждение, когда Джерри унижает его по телефону. Кендалл со слезами на глазах признаётся Шив в том, что если бы он не был нужен Логану, то он не представляет, ради чего ему жить. |            |                                           |                                       |                       |                  |                     |
| 15 | 5          | «Терн Хэйвен» «Tern Haven»                | Марк Майлод                           | Уилл Трейси           | 8 сентября 2019  | 0,507               |
| Рои проводят выходные с Пирсами в их родовом поместье «Терн Хэйвен». Логан твёрдо намерен купить PGM и инструктирует каждого из своих детей, как произвести хорошее впечатление на семью Пирсов. Разговоры между Роями и Пирсами становятся все более напряжёнными и достигают кульминации, когда матриарх семьи Нэн Пирс спрашивает Логана во время ужина, кто заменит его на посту генерального директора. Логан отказывается назвать своего преемника, и возмущённая Шив ошеломляет всех, объявляя, что именно она станет гендиректором «Уэйстар». Кендалл принимает наркотики и занимается сексом с Наоми Пирс, проходящей реабилитацию наркоманкой, которая прилетела из Калифорнии для участия в переговорах. Она признаётся, что презирает Роев и «Уэйстар» за статьи в таблоидах о её скандальном прошлом, и что она приехала, чтобы убедиться, что приобретение не состоится. Однако Кендалл убеждает её, что вырученные от продажи деньги дадут ей финансовую независимость от семейного бизнеса. На следующее утро Нэн по совету Наоми соглашается продать PGM Роям при условии, что Шив будет названа преемником Логана в день оглашения информации о сделке. Логан отказывается от покупки. Однако вскоре после возвращения в Манхэттен ему звонят и сообщают, что Пирсы передумали. Рои празднуют сделку в доме Логана. |            |                                           |                                       |                       |                  |                     |
| 16 | 6          | «Аргестес» «Argestes»                     | Мэтт Шекман                           | Сьюзан Сун Хе Стэнтон | 15 сентября 2019 | 0,610               |
| Рои посещают Аргестес, международную бизнес-конференцию, где планируют подписать окончательное соглашение с Пирсами. Однако они узнают, что журнал New York Magazine получил информацию о скандальной истории на круизных лайнерах и планирует опубликовать разоблачительную статью в течение следующих 36—48 часов. Несмотря на попытки Роев не допустить публикации статьи, она на следующее утро появляется в Интернете, как раз в то время как Логан и Кендалл встречаются с Нэн и Реей, чтобы обсудить последние детали соглашения. Шив встречается наедине с Реей, которая признаётся, что невзирая на скандал, хочет успешной продажи PGM семье Роев. Роман пытается привлечь инвестиции от азербайджанского миллиардера Эдуарда Асгарова, который соглашается предоставить деньги своей семьи, если "Уэйстар" организует пропагандистское вещание в его родном регионе. Кендалл, Роман и Шив выходят на сцену для запланированной дискуссии, но дают противоречивые ответы на вопросы о скандале с круизами. Шив шокирует аудиторию своими комментариями, в которых намекает, что Логану пора уйти из компании. После мероприятия возникает ссора, во время которой Логан ударяет Романа по лицу. Нэн решает отменить сделку и увольняет Рею за сговор с Логаном. |            |                                           |                                       |                       |                  |                     |
| 17 | 7          | «Возвращение» «Return»                    | Бекки Мартин                          | Джонатан Глатцер      | 22 сентября 2019 | 0,508               |
| После скандала с круизами Сэнди и Стьюи начинают публичную кампанию, очерняющую «Уэйстар». Логан, Кендалл и Роман отправляются в Лондон, чтобы заручиться поддержкой крупных зарубежных акционеров, в том числе второй жены Логана Кэролайн, которой принадлежит 3 % акций «Уэйстар». Логан приглашает с собой Рею для помощи в разработке стратегии, и они проводят ночь вместе. Шив прибывает в Лондон и встречается с Реей, которая предлагает Шив свою бывшую должность генерального директора PGM; Шив не возражает против этой идеи, но у неё возникают подозрения относительно истинных мотивов Реи. Шив и Роман встречаются с Кэролайн, которая в обмен на лояльность требует выплату 20 миллионов долларов и обещание, что дети будут навещать её каждое Рождество. Сэнди и Стьюи сливают в таблоиды информацию о том, что смерть официанта Эндрю Доддса была самоубийством, спровоцированным издевательствами Логана. Логан вместе с Кендаллом навещает семью Доддса, чтобы выразить соболезнования; Кендалл сильно потрясён, и в тот же вечер он возвращается к дому Доддсов, чтобы тайно положить в почтовый ящик крупную сумму наличных. Он хочет признаться Кэролайн в своём проступке, но на следующее утро она не появляется на завтраке. Том оказывается фигурантом внутреннего расследования преступлений на круизных лайнерах. Он заставляет Грега сжечь копии документов, но Грег прячет некоторые из них. Логан обвиняет Шив в нелояльности за то, что она присматривалась к должности в PGM; Шив начинает подозревать, что Рея кинула её и пытается захватить компанию. |            |                                           |                                       |                       |                  |                     |
| 18 | 8          | «Данди» «Dundee»                          | Кевин Брэй                            | Мэри Лоус             | 29 сентября 2019 | 0,579               |
| Рея организует празднование пятидесятилетия компании Логана «Уэйстар» в его родном городе Данди (Шотландия). Шив рассказывает своим братьям, что хочет сорвать планы Реи стать преемницей Логана. Однако никто из сыновей Роя не возражает против того, чтобы Рея заняла пост генерального директора. Юэн приезжает в Данди и предупреждает Грега, что лишит его наследства в 250 миллионов долларов, если тот не прекратит работать на Логана. Джерри и другие советники компании сообщают Шив, что информатор планирует обнародовать на телевидении информацию о преступлениях на круизных линиях и отказывается от любой суммы отступных. Поняв, что на Рею в качестве генерального директора ляжет вся тяжесть ответственности за скандал, Шив даёт Логану согласие назвать Рею его преемницей, что он и делает во время речи на званом ужине. Марша, чувствуя себя преданной, покидает мероприятие. Юэн конфликтует со своим братом на церемонии открытия мемориальной таблички и предупреждает его, что настало время расплаты. |            |                                           |                                       |                       |                  |                     |
| 19 | 9          | «Вашингтон» «DC»                          | Марк Майлод                           | Джесси Армстронг      | 6 октября 2019   | 0,705               |
| Бывший бухгалтер «Уэйстар» Джеймс Уайссел даёт телевизионное интервью, посвящённое сексуальным домогательствам и должностным преступлениям на круизах «Уэйстар». Он называет Лестера лично ответственным за большую часть нарушений, а также обвиняя Джерри, Тома и Кендалла в сокрытии информации. Гил заставляет Роев дать показания перед Сенатом США. Первым в слушаниях участвует Том, и он выступает крайне неудачно. Шив пользуется своими прошлыми отношениями с Гилом и узнаёт, что у него есть новый свидетель, жертва Лестера. Шив встречается с этой женщиной, Кирой, и отговаривает её от дачи показаний, предупреждая, что дурная слава будет преследовать её до конца жизни. Логан отправляет Романа вместе с Карлом и Лэрдом получить финансирование от семьи Эдуарда, чтобы «Уэйстар» могла стать частной компанией; Эдуард знакомит их со своим отцом в Турции, но встреча с ним прерывается, когда антикоррупционная милиция берёт в заложники жильцов отеля. Логан и Кендалл дают показания; Логан пытается переложить вину на Кендалла за сокрытие информации во время его пребывания в должности исполняющего обязанности генерального директора, а Кендалл даёт резкий отпор Гилу. После слушаний Рея заявляет Логану, что не хочет быть генеральным директором. Логан говорит Шив, что пора принести «кровавую жертву», чтобы успокоить акционеров компании. |            |                                           |                                       |                       |                  |                     |
| 20 | 10         | «Это не для слёз» «This Is Not for Tears» | Марк Майлод                           | Джесси Армстронг      | 13 октября 2019  | 0,660               |
| Влиятельный акционер «Уэйстар» от имени других инвесторов советует Логану взять на себя вину за правонарушения на круизных линиях. Рои проводят отпуск на своей роскошной яхте в Средиземном море и спорят о том, кто должен стать для компании публичным козлом отпущения. Роман, Карл и Лэрд возвращаются из Турции. Лэрд утверждает Логану, что сделка по получению финансирования от семьи Эдуарда прошла успешно и «Уэйстар» станет частной, но Роман признаётся Логану, что соглашение, скорее всего, фиктивное. Логан и Кендалл отправляются на греческий остров, пытаясь заручиться финансовой помощью Стьюи, но он им отказывает. Во время отдыха на пляже Том заявляет Шив, что недоволен их браком и возмущён тем, как она с ним обращается. Потрясённая Шив умоляет Логана не приносить в жертву Тома. В итоге Логан хочет, чтобы ответственность за скандал взял на себя Кендалл; во время приватной беседы Кендалл спрашивает Логана, считает ли он его подходящим для управления компанией, но Логан говорит сыну, что не видит в нём «убийцу». На следующее утро Кендалл и Грег возвращаются в Нью-Йорк на пресс-конференцию, на которой Кендалл должен взять на себя вину за противоправные действия и последующие укрывательства. Однако Кендалл неожиданно отклоняется от подготовленной речи и вместо этого обвиняет Логана, заявляя, что его отец был лично осведомлён обо всем происходящем в течение многих лет и прилагал усилия, чтобы их скрыть, выплачивая пострадавшим компенсации. Кроме того, он сообщает репортёрам, что принёс с собой копии бухгалтерских книг с подписью Логана, подтверждающие вину его отца, которые находятся у Грега. Логан, который смотрит телетрансляцию выступления Кендалла, загадочно улыбается. |            |                                           |                                       |                       |                  |                     |

### Сезон 3 (2021)
| № общий | № в сезоне | Название                                                   | Режиссёр                               | Автор сценария                    | Дата премьеры   | Зрители в США (млн) |
| --- | ---------- | ---------------------------------------------------------- | -------------------------------------- | --------------------------------- | --------------- | ------------------- |
| 21 | 1          | «Раскол» «Secession»                                       | Марк Майлод                            | Джесси Армстронг                  | 17 октября 2021 | 0,564               |
| Сразу после пресс-конференции Кендалла Логан решает разделить своё окружение на две команды: он, Том, Карл, Фрэнк и Хьюго отправляются в Сараево (поскольку Босния и Герцеговина не имеет договора об экстрадиции с США), а Роман, Джерри и Шив возвращаются в Нью-Йорк. Логан сообщает своей команде, что он намерен временно оставить пост генерального директора; семья и руководство компании обсуждают, кто должен занять его место. Кендалл тем временем создаёт временную базу в квартире Равы и нанимает двух консультантов по связям с общественностью для создания публичного имиджа. Он обзванивает большинство членов внутреннего круга «Уэйстар», надеясь склонить на свою сторону ведущих сотрудников, но ему удаётся связаться только с Фрэнком. Шив хочет доверить юридическое представительство интересов «Уэйстар» Лизе Артур, известному нью-йоркского адвокату и своей давней подруге, но оказывается, что её уже нанял Кендалл. Из-за неудачи Шив временным генеральным директором становится Джерри. |            |                                                            |                                        |                                   |                 |                     |
| 22 | 2          | «Месса во время войны» «Mass in Time of War»               | Марк Майлод                            | Джесси Армстронг                  | 24 октября 2021 | 0,520               |
| Шив, Роман и Коннор тайно встречаются с Кендаллом, якобы для того, чтобы отговорить его от кампании по разоблачению противоправных действий «Уэйстар». Кендалл отказывается идти на компромисс и пытается убедить своих братьев и сестру присоединиться к нему. Однако дискуссии приходит конец, когда Кендалл заявляет, что он будет генеральным директором компании. Не видя личной выгоды в том, чтобы перейти на сторону Кендалла, его братья и сестра в итоге решают остаться с Логаном. Кендалл ведёт переговоры со Стьюи и Сэнди Фернессом (через дочь Сэнди), чтобы предложить партнёрство перед собранием акционеров компании, но они по-прежнему настроены скептически. Грег, опасаясь судебных разбирательств из-за скопированных им документов о круизах, консультируется с Юэном, который нанимает для него адвоката. Логан заставляет Маршу прилететь в Сараево после того, как его юридическая команда советует продемонстрировать их публичное примирение. Марша, оскорблённая изменой Логана, требует от компании солидную денежную компенсацию. Логан возвращается в Нью-Йорк и назначает Шив президентом по внутренним операциям «Уэйстар» под патронажем Джерри.                               |            |                                                            |                                        |                                   |                 |                     |
| 23 | 3          | «Разрушение» «The Disruption»                              | Кэти Ян                                | Тед Коэн и Джорджия Притчетт      | 31 октября 2021 | 0,405               |
| И Кендалл, и Логан предпринимают шаги для повышения своего общественного авторитета. Логан отказывается сотрудничать с Министерством юстиции в предстоящем расследовании и пытается оказать давление на помощницу Белого дома Мишель-Энн Вандерховен, чтобы та заручилась поддержкой президента США. Том предлагает Логану взять вину на себя и готов сесть в тюрьму, но втайне обращается к адвокату. Кендалл саботирует выступление Шив на собрании сотрудников компании, заставляя своих помощников включить из динамика песню Nirvana «Rape Me»; разгневанная Шив в ответ публикует открытое письмо, в котором ставит под сомнение психическое здоровье Кендалла и упоминает многочисленные проблемы в его личной жизни, в том числе наркотическую зависимость и отсутствие отношений с детьми. Шив обращается к Коннору и Роману за поддержкой в публикации письма, но они отказываются его подписать. Кендалл готовится к выступлению на ночном комедийном шоу, но в последний момент отказывается от участия после того, как письмо Шив попадает в интернет. ФБР проводит рейд в офисе «Уэйстар», и Логан соглашается сотрудничать.                                                                         |            |                                                            |                                        |                                   |                 |                     |
| 24 | 4          | «Лев на поляне» «Lion in the Meadow»                       | Роберт Пульчини и Шари Спрингер Берман | Джон Браун                        | 7 ноября 2021   | 0,484               |
| Логан просит Шив заставить телеканал ATN подвергнуть критике действия администрации Белого дома, надеясь оказать давление на президента США и вынудить его свернуть расследование Минюста. Шив с помощью угроз убеждает ведущего Марка Рэйвенхеда изменить редакционную политику ATN, но она обнаруживает, что не получает ни уважения, ни поддержки ни внутри компании, ни от Логана. Том переживает из-за растущего страха попасть в тюрьму, а также разочарован необходимостью пресмыкаться перед женой. После беседы с Логаном Грег подписывает соглашение с юристом «Уэйстар». Акционер «Уэйстар» Джош Ааронсон просит о встрече с Логаном и Кендаллом, беспокоясь, что их конфликт поставил под угрозу его инвестиции, и приглашает их на прогулку по своему частному острову, чтобы выслушать аргументы каждой стороны. Однако Кендаллу и Логану не удаётся убедительно выступить единым фронтом и рассеять сомнения инвестора; Логан сильно устаёт на обратном пути в особняк Джоша, но отказывается от помощи и едва не теряет сознание. Кендалл узнаёт от Романа, что Джош окончательно утратил доверие к нынешнему руководству «Уэйстар», а вскоре становится свидетелем тёплой встречи Джоша со Стьюи. |            |                                                            |                                        |                                   |                 |                     |
| 25 | 5          | «Дворники на пенсии из Айдахо» «Retired Janitors of Idaho» | Кевин Брей                             | Тони Роше и Сьюзан Сун Хе Стэнтон | 14 ноября 2021  | 0,584               |
| На ежегодном собрании акционеров «Уэйстар Ройко» фракции Кендалла и Логана пытаются договориться со Стьюи и Сэнди (который в основном ведёт переговоры при помощи своей дочери), понимая, что в результате голосования Рои почти наверняка лишатся контрольного пакета акций компании. Логан, страдающий от инфекции мочевыводящих путей, сначала отказывается от условий Сэнди, но стремительно теряет связь с реальностью, поэтому дети и высшее руководство компании вынуждено вести переговоры от его имени. Шив и Сэнди, не дожидаясь одобрения недееспособного Логана, удаётся прийти к соглашению, предусматривающему для инвесторов дополнительное четвёртое место в совете директоров. Карл объявляет решение акционерам, но Кендалл прерывает его речь, чтобы сделать импровизированное заявление в поддержку жертв преступлений в «Уэйстар». Президент США звонит Роям, чтобы объявить, что он не будет баллотироваться на второй срок из-за нападок со стороны ATN; такое решение оставляет «Уэйстар» без важнейшего политического союзника. Юэн решает пожертвовать все своё состояние Гринпису, оставив Грега без наследства. Логан прерывает связь с Кендаллом, заблокировав номер его телефона.    |            |                                                            |                                        |                                   |                 |                     |
| 26 | 6          | «Чего бы это ни стоило» «What It Takes»                    | Андрий Парех                           | Уилл Трейси                       | 21 ноября 2021  | 0,525               |
| Кендалл готовится представить в Минюст США документы, касающиеся скандала на круизных линиях. Однако дача показаний проходит неудачно, и Лиза предупреждает, что улик в документах недостаточно для того, чтобы выиграть дело против «Уэйстар». Недовольный Кендалл отказывается от услуг Лизы и нанимает нового адвоката. Тем временем остальные Рои едут в Ричмонд, (Виргиния), чтобы принять участие в Саммите свободного будущего, политическом мероприятии консерваторов по сбору средств, для выбора нового кандидата в президенты США. Роман узнаёт, что его мать Кэролайн выходит замуж в Тоскане за британского предпринимателя Питера Муниона. Кендалл прибывает в Виргинию и в частном порядке встречается с Томом, пытаясь склонить его на свою сторону, но Том отказывается, считая, что Кендалл, как всегда, проиграет Логану. Среди кандидатов в президенты Шив поддерживает конгрессмена Рика Сальгадо, традиционного консерватора, который предлагает Шив сделать её генеральным директором «Уэйстар», а Роман симпатизирует Джериду Менкену, противоречивой фигуре с фашистскими убеждениями. Вопреки протестам Шив Логан решает сделать ставку на Менкена.                                      |            |                                                            |                                        |                                   |                 |                     |
| 27 | 7          | «Слишком шумный день рождения» «Too Much Birthday»         | Лорен Скафариа                         | Джорджия Притчетт и Тони Рош      | 28 ноября 2021  | 0,645               |
| Руководство «Уэйстар» выясняет, что в ходе расследования Минюст пришёл к выводу о том, что выявленные нарушения не были системными, и компанию только оштрафуют. Том испытывает облегчение от того, что ему удалось избежать тюремного заключения. Логан, который заинтересован в приобретении стриминговой платформы «Годжо», узнаёт, что генеральный директор компании Лукас Мэтссон отказался от личной встречи с ним. Шив и Роман посещают роскошную вечеринку в честь 40-летия Кендалла, чтобы провести переговоры с Мэтссоном, который также присутствует на этом мероприятии. Роман передаёт Кендаллу их с Логаном подарок: предложение выкупить его акции в «Уэйстар» за 2 миллиарда долларов. Шив возмущена, когда узнаёт, что её исключили из числа бенефициаров. Роман встречается с Мэтссоном наедине и предлагает купить «Годжо» при условии, что Мэтссону никогда не придётся отчитываться непосредственно перед Логаном; Мэтссон проявляет умеренный интерес. Кендалл, чувствуя себя уязвлённым предложением о выкупе и недовольный вечеринкой, переживает эмоциональный срыв во время поисков подарка от своих детей, и Наоми отвозит его домой.                                                   |            |                                                            |                                        |                                   |                 |                     |
| 28 | 8          | «Кьянтишир» «Chiantishire»                                 | Марк Майлод                            | Джесси Армстронг                  | 5 декабря 2021  | 0,613               |
| Рои отправляются в Тоскану на свадьбу Кэролайн. Кендалл приглашает Логана на ужин и просит выкупить свою долю в «Уэйстар» за 2 миллиарда долларов и выйти из бизнеса, но Логан отказывается. Кэролайн признаётся Шив, что никогда не хотела детей и призывает Шив не рожать; Шив предлагает Тому завести ребёнка, но затем говорит, что не любит его, позже выдавая эти слова за прелюдию к сексу. Цена акций «Годжо» взлетает после того, как Мэтссон публикует твит о том, что он получил крупное финансирование; Роман отправляется на встречу с ним и узнаёт, что Мэтссон заинтересован в слиянии на равных с «Уэйстар», а не в поглощении. Логан соглашается на новые условия, но встреча «Уэйстар» с банкирами «Годжо» срывается, когда Роман по ошибке отправляет фотографию своего пениса Логану вместо Джерри. Пьяный Кендалл плавает в бассейне на надувном матрасе лицом вниз и постепенно опускает голову в воду. |            |                                                            |                                        |                                   |                 |                     |
| 29 | 9          | «Все колокола звонят» «All the Bells Say»                  | Марк Майлод                            | Джесси Армстронг                  | 12 декабря 2021 | 0,634               |
| Кендалл приходит в себя после того, как чуть не утонул в бассейне. Рыночная капитализация «Годжо» обгоняет «Уэйстар»; Логан и Роман отправляются на встречу с Мэтссоном, который предлагает купить «Уэйстар» и возглавить компанию, а Логану выйти в отставку. Роман отправляется на свадьбу Кэролайн, где вместе с Шив узнаёт, что Логан решил продать компанию без их ведома, что ставит под угрозу шансы детей на наследство. Они сообщают об этом Кендаллу, который со слезами на глазах признаётся в своей причастности к смерти официанта на свадьбе Шив и получает поддержку со стороны братьев и сестры. Рои вспоминают пункт в соглашении о разводе Логана и Кэролайн, предоставляющий детям право вето на любые изменения в правлении компании, и решают вместе встретиться с отцом. В дороге Шив по телефону сообщает о предстоящем визите Тому, который неожиданно предлагает Грегу значительное повышение в компании. Во время разговора с детьми Логан сообщает, что они с Кэролайн пересмотрели соглашение о разводе, лишив детей контроля над компанией. Становится понятно, что Том сообщил Логану о планах детей.                                                                                |            |                                                            |                                        |                                   |                 |                     |

### Сезон 4 (2023)
| № общий | № в сезоне | Название                                   | Режиссёр                               | Автор сценария                  | Дата премьеры  | Зрители в США (млн) |
| --- | ---------- | ------------------------------------------ | -------------------------------------- | ------------------------------- | -------------- | ------------------- |
| 30 | 1          | «Семейка монстров» «The Munsters»          | Марк Майлод                            | Джесси Армстронг                | 26 марта 2023  | 0,598               |
| Спустя несколько месяцев после событий в Тоскане и за 48 часов до сделки с «Годжо» Логан празднует свой день рождения в Нью-Йорке, а Кендалл, Шив и Роман находятся в Лос-Анджелесе, чтобы предложить инвесторам новый медиа-стартап. Дети узнают, что Логан снова пытается приобрести Pierce Global Media, и решают перебить его предложение. Они встречаются с Нэн и Наоми в калифорнийском поместье Пирсов. Нэн проявляет нерешительность в отношении конкурирующих предложений от «Уэйстар» и детей Логана, что в свою очередь провоцирует торги между группами. В итоге дети склоняют Нэн на свою сторону, предлагая 10 миллиардов долларов, Логан вынужден уступить. Шив возвращается в Нью-Йорк и находит Тома в квартире, в которой они больше вместе не живут из-за развода. Том хочет поговорить о распаде их брака, Шив говорит ему, что хочет развестись с ним как можно безболезненнее. |            |                                            |                                        |                                 |                |                     |
| 31 | 2          | «Репетиция» «Rehearsal»                    | Бекки Мартин                           | Тони Рош, Сьюзен Сун Хе Стэнтон | 2 апреля 2023  | 0,481               |
| Логан, который получает контроль над ATN по условиям сделки с «Годжо», приходит в отдел новостей, чтобы объявить о своих планах радикально изменить видение компании. Стьюи и Сэнди говорят детям Логана, что они хотят наложить вето на продажу «Годжо» на предстоящем заседании совета директоров «Уэйстар», чтобы договориться о повышении цены. Все, кроме Шив, отклоняют их предложение и идут на вечеринку Коннора, но Мэтссон в частном порядке звонит Кендаллу и говорит, что отменит покупку, если на него надавят по цене. Кендалл неожиданно заинтересовывается предложением Стьюи и Сэнди. Логан встречается со своими детьми в караоке-баре, чтобы убедить их разрешить продать компанию «Годжо», но Кендалл и Шив отказываются примириться с отцом. Роман, устав от желания братьев и сестры насолить Логану, приезжает к нему домой, где отец просит его помочь в переговорах с Мэтссоном и предлагает ему должность главы ATN. |            |                                            |                                        |                                 |                |                     |
| 32 | 3          | «Свадьба Коннора» «Connor’s Wedding»       | Марк Майлод                            | Джесси Армстрон                 | 9 апреля 2023  | 0,609               |
| В день свадьбы Коннора и Уиллы в Нью-Йорке Логан отправляется в Швецию вместе с Томом и другими сотрудниками (кроме Джерри и Хьюго) для переговоров с Мэтссоном. Он решает уволить Джерри за то, что она, по его мнению, плохо справилась с последствиями скандала с круизами, и поручает Роману сообщить ей эту новость на свадьбе. Однако вскоре дети получают от Тома сообщение о том, что Логан упал на борту самолёта и находится без сознания. Постепенно становится ясно, что Логан не выживет; самолёт разворачивается, и при посадке Логана объявляют мёртвым. Опустошённые дети Логана вынуждены координировать действия вместе с остальными руководителями «Уэйстар». Коннор и Уилла проводят скромную церемонию бракосочетания, а Кендалл, Шив и Роман отправляются в аэропорт Тетерборо, чтобы получить тело отца и выпустить заявление о его смерти для прессы. |            |                                            |                                        |                                 |                |                     |
| 33 | 4          | «Штаты медового месяца» «Honeymoon States» | Лорен Скафария                         | Джесси Армстронг и Люси Преббл  | 16 апреля 2023 | 0,695               |
| Стало известно, что Шив беременна. Семья и близкие Логана собираются в его квартире на поминки. Хьюго подходит к Кендаллу и сообщает ему о потенциальном скандале с инсайдерской торговлей, в котором замешана его дочь. Фрэнк находит в сейфе Логана недатированный документ, в котором Кендалл назван его преемником. Кендалл потрясён новостью, в то время как остальные обсуждают легитимность документа. Поскольку план преемственности компании формально диктует, что руководство должно быть передано старшему операционному директору — должность, которую сейчас занимает Роман, — Кендалл и Роман решают управлять компанией как со-CEO. Братья обещают вовлекать Шив во все операционные решения, но она всё равно чувствует себя разочарованной. Учитывая прошлые противоречия Кендалл, Хьюго и Каролина предлагают провести PR-кампанию, ставящую под сомнение правильность решений Логана, которые он принял до своей смерти, на что Роман отвечает отказом. Кендалл, однако, в частном порядке убеждает Хьюго в необходимости реализации этой стратегии. |            |                                            |                                        |                                 |                |                     |
| 34 | 5          | «Расстрельный список» «Kill List»          | Андрий Парех                           | Джон Браун и Тед Коэн           | 23 апреля 2023 | 0,652               |
| После того, как Кендалл и Роман стали управлять компанией, семья Рой улетает в Норвегию на ежегодный ретрит «Годжо», где они надеются завершить сделку по продаже компании Мэтссону с минимальной ценой в $144 за акцию. Однако Мэтссон хочет поглотить и ATN, против чего выступают братья. Мэтссон также втайне признаётся Шив, что пытается избежать потенциального скандала с домогательствами, связанного с руководителем отдела по связям с общественностью, с которой у него были романтические отношения. Кендалл и Роман в конце концов решают сорвать продажу, косвенно убеждая Мэтссона отменить сделку самому. Однако во время следующей встречи Роман обрушивается на Мэтссона за то, что тот не дал им времени оплакать отца, и открыто отзывает сделку. Тогда Мэтссон в обход братьев делает предложение напрямую топ-менеджменту «Уэйстар» по цене $192 за акцию, которое они передают совету директоров. Всё высшее руководство, кроме Джерри, Каролины и Тома, должно быть уволено.                                                                    |            |                                            |                                        |                                 |                |                     |
| 35 | 6          | «Living+» «Living+»                        | Лорен Скафария                         | Джорджия Притчетт и Уилл Арбери | 30 апреля 2023 | 0,847               |
| Семья Рой возвращаются в Лос-Анджелес на День инвестора «Уэйстар», где они планируют запустить Living+, роскошный жилой комплекс с развлечениями, который Логан намеревался построить до своей смерти. Мэтссону не нравится эта идея, и он безуспешно пытается убедить Шив отменить её, рассказывая ей о своих тяжёлых переговорах с Кендаллом и Романом в Норвегии. Шив сталкивается со своими братьями, которые признаются, что им не нравится сделка с «Годжо». Роман импульсивно увольняет главу киностудии «Уэйстар» в свете проблем с производством их последнего фильма, а затем увольняет и Джерри, когда она отчитывает его за это. Шив и Том пытаются возобновить романтические отношения. Кендалл готовит необычную презентацию для запуска Living+, надеясь привлечь достаточный инвестиционный интерес, чтобы сделать продажу «Годжо» несостоятельной. Несмотря на опасения Шив и Романа (и попытки Мэтссона навредить ему), он успешно произносит свою речь, что даёт большой толчок росту акций «Уэйстар».                                                |            |                                            |                                        |                                 |                |                     |
| 36 | 7          | «Вечеринка перед матчем» «Tailgate Party»  | Роберт Пульчини и Шари Спрингер Берман | Уилл Трейси                     | 7 мая 2023     | 0,739               |
| В ночь перед президентскими выборами Рои устраивают традиционную вечеринку для политических инсайдеров в квартире Шив и Тома. Кендалл и Роман надеются открыть антимонопольное дело в отношении продажи компании «Годжо», но Шив, которая хочет провести сделку, приглашает Мэтссона на вечеринку в надежде помешать братьям. Однако позже братья узнают, что Мэтссон сильно завысил число пользователей «Годжо» в Индии, что может вызвать огромный скандал. Роман безуспешно пытается убедить Коннора выйти из президентской гонки, потому что его предварительные результаты оттягивают голоса у Менкена. Джерри отказывается от просьбы Романа вернуться в «Уэйстар», договорившись о большом выходном пособии. Том возмущён слухами о его увольнении, распространяемыми на вечеринке, и вступает в жаркий спор с Шив об их браке. Кендалл предлагает Фрэнку, чтобы «Уэйстар» купила «Годжо» с ним в качестве единственного CEO. |            |                                            |                                        |                                 |                |                     |
| 37 | 8          | «Америка голосует» «America Decides»       | Андрий Парех                           | Джесси Армстронг                | 14 мая 2023    | 0,746               |
| В ночь выборов братья и Шив разрываются между кандидатами. Роман поддерживает Менкена, так как он будет продвигать интересы «Уэйстар», включая блокирование сделки с «Годжо», в то время как Кендалл сомневается в Менкене из-за того, что его радикальная политика стала причиной атаки на его дочь Софи. Шив, тем временем, остаётся на стороне Мэтссона. Шив наконец-то говорит Тому, что беременна от него, но Том реагирует скептически. В центре голосования в Милуоки происходит пожар, уничтожающий тысячи бюллетеней, которые, скорее всего, достались бы кандидату от демократов Даниэлю Хименесу. Роман использует ситуацию, чтобы надавить на Тома и заставить ATN объявить Менкена победителем в Висконсине, в то время как Коннор тоже признаёт победу Менкена. Кендалл раздумывает о поддержке Хименеса ради своей семьи, но узнаёт от Грега, что Шив работает с Мэтссоном; уязвлённый предательством сестры, он отдаёт свою поддержку Менкену. Менкен побеждает в Аризоне, поэтому ATN объявляет его победителем выборов.                                |            |                                            |                                        |                                 |                |                     |
| 38 | 9          | «Церковь и государство» «Church and State» | Марк Майлод                            | Джесси Армстронг                | 21 мая 2023    | 0,789               |
| Семья приезжает на похороны Логана на фоне уличных протестов, вспыхнувших после объявления о победе Менкена в президентских выборах. Шив советует Мэтссону обнародовать данные о подписчиках в Индии, пока новостная повестка занята выборами, и рассказывает братьям о своей беременности. Юэн произносит пылкую прощальную речь, рассказывая о трудном детстве Логана и осуждая действия своего брата. Роман не может произнести свою речь и рыдает, побуждая Кендалла произнести её вместо него. Шив договаривается с Мэтссоном и Менкеном, чтобы позволить сделке с «Годжо» состояться в обмен на назначение CEO-американца, которым, как она надеется, будет она. Узнав об этом, Кендалл уговаривает Романа и Хьюго выступить вместе с ним против Шив на последнем голосовании совета директоров по поводу сделки. Роман, потрясённый похоронами и терзаемый, что его договорённость с Менкеном провалилась, выходит на улицу в толпу бунтовщиков и попадает в драку.                                                                                               |            |                                            |                                        |                                 |                |                     |
| 39 | 10         | «С открытыми глазами» «With Open Eyes»     | Марк Майлод                            | Джесси Армстронг                | 28 мая 2023    | 0,896               |
| Кендалл пытается получить голоса совета директоров, чтобы заблокировать сделку с «Годжо». Они с Шив посещают дом Кэролайн на Барбадосе, где Роман оправляется от драки. Мэтссон проводит встречу с Томом и предлагает ему должность CEO. Грег сообщает братьям и Шив, что она не будет CEO при Мэтссоне. Рои соглашаются позволить Кендаллу занять эту должность, образовав блок для голосования. По возвращении в Нью-Йорк Шив узнаёт, что Тома выбрали CEO. Рои пытаются склонить на свою сторону совет директоров. Совет директоров решает вопрос о продаже «Годжо» со счётом 6:6, остаётся только голос Шив. Шив, однако, сомневается в компетентности Кендалла и голосует за сделку, несмотря на уговоры брата. Том назначен CEO, Шив остаётся вместе с ним. Роман признаёт, что он и его брат с сестрой никогда не были достойными преемниками, опустошённый Кендалл размышляет о своём будущем. |            |                                            |                                        |                                 |                |                     |

## Производство

### Разработка
В основу сериала лёг сценарий для фильма о медиамагнате Руперте Мёрдоке, который Джесси Армстронг написал за несколько лет до того и который, хотя и привлёк внимание в Голливуде, так и не был экранизирован.

### Кастинг
6 октября 2016 года было объявлено, что к актёрскому составу пилотного эпизода присоединились Брайан Кокс, Джереми Стронг, Киран Калкин, Сара Снук, Николас Браун и Мэттью Макфэдьен.
4 ноября 2016 года было объявлено, что к пилоту присоединились Хиам Аббасс, Алан Рак, Роб Ян, Паркер Сойерс и Питер Фридман.

### Съёмки
Съёмки первого сезона начались в октябре 2017 в Нью-Йорке и продолжились в Нью-Мехико, затем в феврале 2018 — в Нью-Джерси, где пришлось перекрыть туннель к Атлантик-Сити, и в замке Истнор в Англии.

## Оценка критиков
| Сезон | Rotten Tomatoes    | Metacritic      |
| 1     | 89 % (87 обзоров)  | 70 (29 обзоров) |
| 2     | 97 % (236 обзоров) | 89 (19 обзоров) |
| 3     | 97 % (141 обзор)   | 92 (31 обзор)   |
| 4     | 97 % (215 обзоров) | 92 (30 обзоров) |

### Первый сезон
Первый сезон был благосклонно встречен критиками. На агрегаторе рецензий Rotten Tomatoes сезон получил «рейтинг свежести» 88 % при средней оценке 7,9 из 10 на основе 84 рецензий. Консенсус критиков сайте гласит: «Приправляя пафос едким остроумием, „Наследники“, является божественной комедией об абсолютной власти и недостатках, ярко воплощённой беспощадным ансамблем». Metacritic присвоил сезону средневзвешенную оценку в 70 баллов из 100 на основе 29 рецензий, что означает «в целом благоприятные отзывы».

### Второй сезон
Второй сезон получил одобрение критиков. На сайте Rotten Tomatoes сезон имеет рейтинг 97 % со средней оценкой 8,95 из 10, основанной на 70 отзывах. Критический консенсус сайта гласит: «Сериал „Наследники“ возвращается в мрачно смешной форме, с острым сценарием, исключительным исполнением и удивительным новым уровнем симпатии к некоторым из наименее привлекательных персонажей на телевидении». На Metacritic сезон получил средневзвешенную оценку 89 из 100, основанную на 19 рецензиях, что свидетельствует о «всеобщем признании».

### Третий сезон
Третий сезон получил одобрение критиков. На сайте Rotten Tomatoes сезон получил 97 % одобрения со средней оценкой 9,35 из 10 на основе 141 рецензии. Критический консенсус сайта гласит: «Фанаты, которые уже купились на „Наследников“, будут приятно удивлены, обнаружив третий сезон в превосходной форме — даже если время от времени он становится немного слишком реальным». На Metacritic сезон получил средневзвешенную оценку 92 из 100, основанную на 31 критике, что свидетельствует о «всеобщем признании».

### Четвёртый сезон
Четвёртый и последний сезон получил одобрение критиков. На сайте Rotten Tomatoes рейтинг одобрения сезона составляет 97 % при средней оценке 9,2 из 10 на основе 215 рецензий. По единодушному мнению критиков сайта, «как и прежде, последний сезон „Наследников“ завершает сагу о враждующей семье Рой на типично блестящей (и совершенно нецензурной) высокой ноте». На сайте Metacritic сезон получил средневзвешенный балл 92 из 100, основанный на оценках 30 критиков, что означает «всеобщее признание».

## Награды и номинации
| Год            | Награда                                        | Категория                                                                 | Номинанты и получатели | Результат | Ист.          |
| -------------- | ---------------------------------------------- | ------------------------------------------------------------------------- | --- | --------- | ------------- |
| Сезон 1        |                                                |                                                                           | |           |               |
| 2018           | Премия Американского института киноискусства   | 10 лучших телевизионных программ года                                     | «Наследники» | Победа    | [ 55 ]        |
| 2019           | «Золотой глобус»                               | Лучшая мужская роль второго плана — телесериал, мини-сериал или телефильм | Киран Калкин | Номинация | [ 56 ]        |
| 2019           | Выбор телевизионных критиков                   | Лучший драматический сериал                                               | «Наследники» | Номинация | [ 57 ]        |
| 2019           | Выбор телевизионных критиков                   | Лучший актёр второго плана в драматическом сериале                        | Мэттью Макфейден | Номинация | [ 57 ]        |
| 2019           | Премия Гильдии режиссёров Америки              | Лучший режиссёр драматического сериала                                    | Адам Маккей (за серию «Юбилей») | Победа    | [ 58 ]        |
| 2019           | Премия Гильдии сценаристов США                 | Лучший сценарий в драматическом сериале                                   | Джесси Армстронг, Саймон Блэквелл, Джон Браун, Джонатан Глатцер, Анна Джордан, Люси Преббл, Джорджия Притчетт, Тони Рош, Сьюзан Сун Хи Стэнтон и Дэниел Зельман | Номинация | [ 59 ]        |
| 2019           | Премия Гильдии сценаристов США                 | Лучший сценарий нового сериала                                            | Джесси Армстронг, Саймон Блэквелл, Джон Браун, Джонатан Глатцер, Анна Джордан, Люси Преббл, Джорджия Притчетт, Тони Рош, Сьюзан Сун Хи Стэнтон и Дэниел Зельман | Номинация | [ 59 ]        |
| 2019           | «Спутник»                                      | Лучший телевизионный сериал — драма                                       | «Наследники» | Номинация | [ 60 ] [ 61 ] |
| 2019           | Премия BAFTA TV                                | Лучшая международная программа                                            | «Наследники» | Победа    | [ 62 ]        |
| 2019           | Shorty Awards                                  | Лучший телесериал                                                         | «Наследники» | Номинация | [ 63 ]        |
| 2019           | Премия Ассоциации телевизионных критиков       | Выдающиеся достижения в драме                                             | «Наследники» | Номинация | [ 64 ]        |
| 2019           | Премия Ассоциации телевизионных критиков       | Лучшая новая программа                                                    | «Наследники» | Номинация | [ 64 ]        |
| 2019           | Прайм-таймовая премия «Эмми»                   | Лучший драматический сериал                                               | Джесси Армстронг, Адам Маккей, Уилл Феррелл, Фрэнк Рич, Кевин Мессик, Марк Майлод, Джейн Трантер, Тони Рош, Люси Преббл, Джорджия Притчетт, Джонатан Глатцер, Джон Браун, Дара Шнаппер и Джонатан Филли                                                                  | Номинация | [ 65 ]        |
| 2019           | Прайм-таймовая премия «Эмми»                   | Лучшая режиссура драматического телесериала                               | Адам Маккей (за серию «Юбилей») | Номинация | [ 65 ]        |
| 2019           | Прайм-таймовая премия «Эмми»                   | Лучший сценарий драматического телесериала                                | Джесси Армстронг (за серию «Будто ничего не было») | Победа    | [ 65 ]        |
| 2019           | Прайм-таймовая премия «Эмми»                   | Лучший кастинг в драматическом сериале                                    | Дуглас Айбел, Генри Рассел Бергштейн и Франсин Мейслер | Номинация | [ 65 ]        |
| 2019           | Прайм-таймовая премия «Эмми»                   | Лучшая оригинальная главная вступительная музыкальная тема                | Николас Брителл | Победа    | [ 65 ]        |
| Сезон 2        |                                                |                                                                           | |           |               |
| 2019           | Премия Американского института киноискусства   | 10 лучших телевизионных программ года                                     | «Наследники» | Победа    | [ 66 ]        |
| 2020           | «Золотой глобус»                               | Лучший телевизионный сериал — драма                                       | «Наследники» | Победа    | [ 67 ]        |
| 2020           | «Золотой глобус»                               | Лучший актёр в драматическом сериале                                      | Брайан Кокс | Победа    | [ 67 ]        |
| 2020           | «Золотой глобус»                               | Лучшая мужская роль второго плана — телесериал, мини-сериал или телефильм | Киран Калкин | Номинация | [ 67 ]        |
| 2020           | Выбор телевизионных критиков                   | Лучший драматический сериал                                               | «Наследники» | Победа    | [ 68 ]        |
| 2020           | Выбор телевизионных критиков                   | Лучший актёр в драматическом сериале                                      | Джереми Стронг | Победа    | [ 68 ]        |
| 2020           | Выбор телевизионных критиков                   | Лучшая актриса в драматическом сериале                                    | Сара Снук | Номинация | [ 68 ]        |
| 2020           | Премия Гильдии продюсеров США                  | Лучший продюсер драматического сериала                                    | Джесси Армстронг, Адам Маккей, Фрэнк Рич, Кевин Мессик, Марк Майлод, Джейн Трантер, Тони Рош, Скотт Фергюсон, Джон Браун, Джорджия Притчетт, Уилл Трейси, Джонатан Глатцер, Дара Шнаппер и Габриэль Мэхон                                                                | Победа    | [ 69 ]        |
| 2020           | Премия Гильдии режиссёров Америки              | Лучший режиссёр драматического сериала                                    | Марк Майлод (за серию «Это не для слёз») | Номинация | [ 70 ]        |
| 2020           | Премия Гильдии сценаристов США                 | Лучший сценарий в драматическом сериале                                   | Джесси Армстронг, Элис Бёрч, Джон Браун, Джонатан Глатцер, Корд Джефферсон, Мэри Лоус, Люси Преббл, Джорджия Притчетт, Тони Рош, Гэри Штейнгарт, Сьюзан Сун Хи Стэнтон и Уилл Трейси                                                                                     | Победа    | [ 71 ]        |
| 2020           | Премия Гильдии сценаристов США                 | Лучший сценарий в эпизоде драматического телесериала                      | Уилл Трейси (за серию «Терн Хэйвен») | Победа    | [ 71 ]        |
| 2020           | «Спутник»                                      | Лучший телевизионный сериал — драма                                       | «Наследники» | Победа    | [ 72 ]        |
| 2020           | «Спутник»                                      | Лучшая мужская роль в телевизионном сериале — драма                       | Брайан Кокс | Номинация | [ 72 ]        |
| 2020           | «Спутник»                                      | Лучшая мужская роль второго плана — мини-сериал, телесериал или телефильм | Джереми Стронг | Победа    | [ 72 ]        |
| 2020           | «Спутник»                                      | Лучший актёрский состав в телесериале                                     | «Наследники» | Победа    | [ 72 ]        |
| 2020           | Премия Пибоди                                  | Развлечение                                                               | «Наследники» | Победа    | [ 73 ]        |
| 2020           | Премия BAFTA TV                                | Лучшая международная программа                                            | «Наследники» | Номинация | [ 74 ]        |
| 2020           | Премия BAFTA TV                                | Лучший сценарист, драма                                                   | Джесси Армстронг | Победа    | [ 74 ]        |
| 2020           | Премия Ассоциации телевизионных критиков       | Программа года                                                            | «Наследники» | Номинация | [ 75 ]        |
| 2020           | Премия Ассоциации телевизионных критиков       | Выдающиеся достижения в драме                                             | «Наследники» | Победа    | [ 75 ]        |
| 2020           | Премия Ассоциации телевизионных критиков       | Личные достижения в драме                                                 | Джереми Стронг | Номинация | [ 75 ]        |
| 2020           | Прайм-таймовая премия «Эмми»                   | Лучший драматический сериал                                               | Джесси Армстронг, Адам МакКей, Уилл Феррелл, Фрэнк Рич, Кевин Мессик, Марк Майлод, Джейн Трантер, Тони Рош, Скотт Фергюссон, Джон Браун, Джорджия Притчетт, Джонатан Глатцер, Дара Шнаппер, Габриэль Махон и Люси Преббл                                                 | Победа    | [ 65 ]        |
| 2020           | Прайм-таймовая премия «Эмми»                   | Лучшая мужская роль в драматическом телесериале                           | Брайан Кокс (за серию «Охота») | Номинация | [ 65 ]        |
| 2020           | Прайм-таймовая премия «Эмми»                   | Лучшая мужская роль в драматическом телесериале                           | Джереми Стронг (за серию «Это не для слёз») | Победа    | [ 65 ]        |
| 2020           | Прайм-таймовая премия «Эмми»                   | Лучшая мужская роль второго плана в драматическом телесериале             | Николас Браун (за серию «Это не для слёз») | Номинация | [ 65 ]        |
| 2020           | Прайм-таймовая премия «Эмми»                   | Лучшая мужская роль второго плана в драматическом телесериале             | Киран Калкин (за серию «Терн Хэйвен») | Номинация | [ 65 ]        |
| 2020           | Прайм-таймовая премия «Эмми»                   | Лучшая мужская роль второго плана в драматическом телесериале             | Мэттью Макфейден (за серию «Это не для слёз») | Номинация | [ 65 ]        |
| 2020           | Прайм-таймовая премия «Эмми»                   | Лучшая женская роль второго плана в драматическом телесериале             | Сара Снук (за серию «Летний дворец») | Номинация | [ 65 ]        |
| 2020           | Прайм-таймовая премия «Эмми»                   | Лучший сценарий драматического телесериала                                | Джесси Армстронг (за серию «Это не для слёз») | Победа    | [ 65 ]        |
| 2020           | Прайм-таймовая премия «Эмми»                   | Лучшая режиссура драматического телесериала                               | Марк Майлод (за серию «Это не для слёз») | Номинация | [ 65 ]        |
| 2020           | Прайм-таймовая премия «Эмми»                   | Лучшая режиссура драматического телесериала                               | Андрий Парех (за серию «Охота») | Победа    | [ 65 ]        |
| 2020           | Прайм-таймовая премия «Эмми»                   | Лучший приглашённый актёр в драматическом телесериале                     | Джеймс Кромвелл (за серию «Данди») | Номинация | [ 65 ]        |
| 2020           | Прайм-таймовая премия «Эмми»                   | Лучшая приглашённая актриса в драматическом телесериале                   | Черри Джонс (за серию «Терн Хэйвен») | Победа    | [ 65 ]        |
| 2020           | Прайм-таймовая премия «Эмми»                   | Лучшая приглашённая актриса в драматическом телесериале                   | Гарриет Уолтер (за серию «Возвращение») | Номинация | [ 65 ]        |
| 2020           | Прайм-таймовая премия «Эмми»                   | Лучший кастинг в драматическом сериале                                    | Ави Кауфман | Победа    | [ 65 ]        |
| 2020           | Прайм-таймовая премия «Эмми»                   | Лучшая музыка к сериалу                                                   | Николас Брителл (за серию «Это не для слёз») | Номинация | [ 65 ]        |
| 2020           | Прайм-таймовая премия «Эмми»                   | Лучший монтаж в однокамерном драматическом сериале"                       | Кен Элуто (за серию «Вашингтон») | Номинация | [ 65 ]        |
| 2020           | Прайм-таймовая премия «Эмми»                   | Лучший монтаж в однокамерном драматическом сериале"                       | Билл Генри и Веня Брук (за серию «Это не для слёз») | Победа    | [ 65 ]        |
| 2020           | Прайм-таймовая премия «Эмми»                   | Лучшая работа художников-постановщиков в нарративной современной передаче | Стивен Х. Картер, Кармен Карденас, Джордж ДеТитта и Ана Бульян (за серию «Это не для слёз») | Номинация | [ 65 ]        |
| 2021           | Американское общество специалистов по кастингу | Телесериалы — драма                                                       | Эйви Кауфман | Победа    | [ 76 ]        |
| Сезон 3        |                                                |                                                                           | |           |               |
| 2021           | Премия Американского института киноискусства   | 10 лучших телевизионных программ года                                     | «Наследники» | Победа    | [ 77 ]        |
| 2022 2024 2023 | «Золотой глобус»                               | Лучший телевизионный сериал — драма                                       | «Наследники» | Победа    | [ 78 ]        |
| 2022 2024 2023 | «Золотой глобус»                               | Лучший актёр в драматическом сериале                                      | Брайан Кокс | Номинация | [ 78 ]        |
| 2022 2024 2023 | «Золотой глобус»                               | Лучший актёр в драматическом сериале                                      | Джереми Стронг | Победа    | [ 78 ]        |
| 2022 2024 2023 | «Золотой глобус»                               | Лучшая мужская роль второго плана — телесериал, мини-сериал или телефильм | Киран Калкин | Номинация | [ 78 ]        |
| 2022 2024 2023 | «Золотой глобус»                               | Лучшая женская роль второго плана — мини-сериал, телесериал или телефильм | Сара Снук | Победа    | [ 78 ]        |
| 2022 2024 2023 | Премия Гильдии киноактёров США                 | Лучший актёрский состав в драматическом сериале                           | Николас Браун, Джулиана Кэнфилд, Брайан Кокс, Киран Калкин, Дагмара Доминчик, Питер Фридман, Жюстин Люпэ, Мэттью Макфэдьен, Даша Некрасова, Скотт Николсон, Дэвид Раш, Алан Рак, Дж. Смит-Кэмерон, Сара Снук, Фишер Стивенс, Джереми Стронг и Зои Уинтерс                | Победа    | [ 79 ]        |
| 2022 2024 2023 | Премия Гильдии киноактёров США                 | Лучшая мужская роль в драматическом сериале                               | Брайан Кокс | Номинация | [ 79 ]        |
| 2022 2024 2023 | Премия Гильдии киноактёров США                 | Лучшая мужская роль в драматическом сериале                               | Джереми Стронг | Номинация | [ 79 ]        |
| 2022 2024 2023 | Премия Гильдии киноактёров США                 | Лучшая мужская роль в драматическом сериале                               | Киран Калкин | Номинация | [ 79 ]        |
| 2022 2024 2023 | Премия Гильдии киноактёров США                 | Лучшая женская роль в драматическом сериале                               | Сара Снук | Номинация | [ 79 ]        |
| 2022 2024 2023 | Выбор телевизионных критиков                   | Лучший драматический сериал                                               | «Наследники» | Победа    | [ 80 ]        |
| 2022 2024 2023 | Выбор телевизионных критиков                   | Лучший актёр в драматическом сериале                                      | Брайан Кокс | Номинация | [ 80 ]        |
| 2022 2024 2023 | Выбор телевизионных критиков                   | Лучший актёр в драматическом сериале                                      | Джереми Стронг | Номинация | [ 80 ]        |
| 2022 2024 2023 | Выбор телевизионных критиков                   | Лучший актёр второго плана в драматическом сериале                        | Николас Браун | Номинация | [ 80 ]        |
| 2022 2024 2023 | Выбор телевизионных критиков                   | Лучший актёр второго плана в драматическом сериале                        | Киран Калкин | Победа    | [ 80 ]        |
| 2022 2024 2023 | Выбор телевизионных критиков                   | Лучший актёр второго плана в драматическом сериале                        | Мэтью Макфейден | Номинация | [ 80 ]        |
| 2022 2024 2023 | Выбор телевизионных критиков                   | Лучшая актриса в драматическом сериале                                    | Джей Смит-Камерон | Номинация | [ 80 ]        |
| 2022 2024 2023 | Выбор телевизионных критиков                   | Лучшая актриса в драматическом сериале                                    | Сара Снук | Победа    | [ 80 ]        |
| 2022 2024 2023 | Премия Гильдии режиссёров Америки              | Лучший режиссёр драматического сериала                                    | Кевин Брей (за серию «Вышедшие на пенсию дворники Айдахо») | Номинация | [ 81 ]        |
| 2022 2024 2023 | Премия Гильдии режиссёров Америки              | Лучший режиссёр драматического сериала                                    | Марк Майлод (за серию «Все колокола говорят») | Победа    | [ 81 ]        |
| 2022 2024 2023 | Премия Гильдии режиссёров Америки              | Лучший режиссёр драматического сериала                                    | Андрий Парех (за серию «Чего бы это не стоило») | Номинация | [ 81 ]        |
| 2022 2024 2023 | Премия Гильдии режиссёров Америки              | Лучший режиссёр драматического сериала                                    | Роберт Пульчини и Шари Спрингер Берман (за серию «Лев на лугу») | Номинация | [ 81 ]        |
| 2022 2024 2023 | Премия Гильдии режиссёров Америки              | Лучший режиссёр драматического сериала                                    | Лорен Скафариа (за серию «Слишком много дня рождения») | Номинация | [ 81 ]        |
| 2022 2024 2023 | Премия Гильдии продюсеров США                  | Выдающийся продюсер драматического сериале                                | Джесси Армстронг, Адам МакКей, Уилл Феррелл, Фрэнк Рич, Кевин Мессик, Марк Майлод, Джейн Трантер, Тони Роше, Скотт Фергюсон, Джон Браун, Люси Преббл, Уилл Трейси, Джорджия Притчетт, Тед Коэн, Сьюзан Сун Хе Стэнтон, Франческа Гардинер, Дара Шнаппер, Габриэль Махон. | Победа    | [ 82 ]        |
| 2022 2024 2023 | Сезон 4                                        |                                                                           | |           |               |
| 2022 2024 2023 | Золотой глобус                                 | Лучший телевизионный сериал (драма)                                       | «Наследники» | Победа    | [ 83 ]        |
| 2022 2024 2023 | Золотой глобус                                 | Лучший актёр в драматическом телесериале                                  | Калкин, Киран | Победа    | [ 83 ]        |
| 2022 2024 2023 | Золотой глобус                                 | Лучший актёр в драматическом телесериале                                  | Кокс, Брайан (актёр) | Номинация | [ 83 ]        |
| 2022 2024 2023 | Золотой глобус                                 | Лучший актёр в драматическом телесериале                                  | Стронг, Джереми (актёр) | Номинация | [ 83 ]        |
| 2022 2024 2023 | Золотой глобус                                 | Лучшая актриса в драматическом телесериале                                | Снук, Сара | Победа    | [ 83 ]        |
| 2022 2024 2023 | Золотой глобус                                 | Лучший актер второго плана — сериал                                       | Макфэдьен, Мэттью | Победа    | [ 83 ]        |
| 2022 2024 2023 | Золотой глобус                                 | Лучший актер второго плана — сериал                                       | Рак, Алан | Номинация | [ 83 ]        |
| 2022 2024 2023 | Золотой глобус                                 | Лучший актер второго плана — сериал                                       | Скарсгард, Александр | Номинация | [ 83 ]        |
| 2022 2024 2023 | Эмми                                           | Лучший драматический сериал                                               | «Наследники» | Победа    |               |
| 2022 2024 2023 | Эмми                                           | Лучший актёр в драматическом сериале                                      | Калкин, Киран | Победа    |               |
| 2022 2024 2023 | Эмми                                           | Лучший актёр в драматическом сериале                                      | Кокс, Брайан (актёр) | Номинация |               |
| 2022 2024 2023 | Эмми                                           | Лучший актёр в драматическом сериале                                      | Стронг, Джереми (актёр) | Номинация |               |
| 2022 2024 2023 | Эмми                                           | Лучшая актриса в драматическом сериале                                    | Снук, Сара | Победа    |               |
| 2022 2024 2023 | Эмми                                           | Лучший актёр второго плана в драматическом сериале                        | Макфэдьен, Мэттью | Победа    |               |
| 2022 2024 2023 | Эмми                                           | Лучший актёр второго плана в драматическом сериале                        | Браун, Николас (актёр) | Номинация |               |
| 2022 2024 2023 | Эмми                                           | Лучший актёр второго плана в драматическом сериале                        | Рак, Алан | Номинация |               |
| 2022 2024 2023 | Эмми                                           | Лучший актёр второго плана в драматическом сериале                        | Скарсгард, Александр | Номинация |               |
| 2022 2024 2023 | Эмми                                           | Лучшая актриса второго плана в драматическом сериале                      | Смит-Камерон, Джей | Номинация | [ 84 ]        |
| 2022 2024 2023 | Эмми                                           | Лучший приглашённый актёр в драматическом телесериале                     | Кромвелл, Джеймс | Номинация |               |
| 2022 2024 2023 | Эмми                                           | Лучший приглашённый актёр в драматическом телесериале                     | Ариан Моайед | Номинация |               |
| 2022 2024 2023 | Эмми                                           | Лучшая приглашённая актриса в драматическом телесериале                   | Аббасс, Хиам | Номинация |               |
| 2022 2024 2023 | Эмми                                           | Лучшая приглашённая актриса в драматическом телесериале                   | Джонс, Черри | Номинация |               |
| 2022 2024 2023 | Эмми                                           | Лучшая приглашённая актриса в драматическом телесериале                   | Уолтер, Гарриет | Номинация |               |
| 2022 2024 2023 | Эмми                                           | Режиссура драматического сериала                                          | «Наследники» (Эпизод: «Connor’s Wedding») Майлод, Марк | Победа    |               |
| 2022 2024 2023 | Эмми                                           | Режиссура драматического сериала                                          | «Наследники» (Эпизод: «America Decides») Андрий Парех | Номинация |               |
| 2022 2024 2023 | Эмми                                           | Режиссура драматического сериала                                          | «Наследники» (Эпизод: «Living+») Лорин Скафария | Номинация |               |